# Con de dejecció

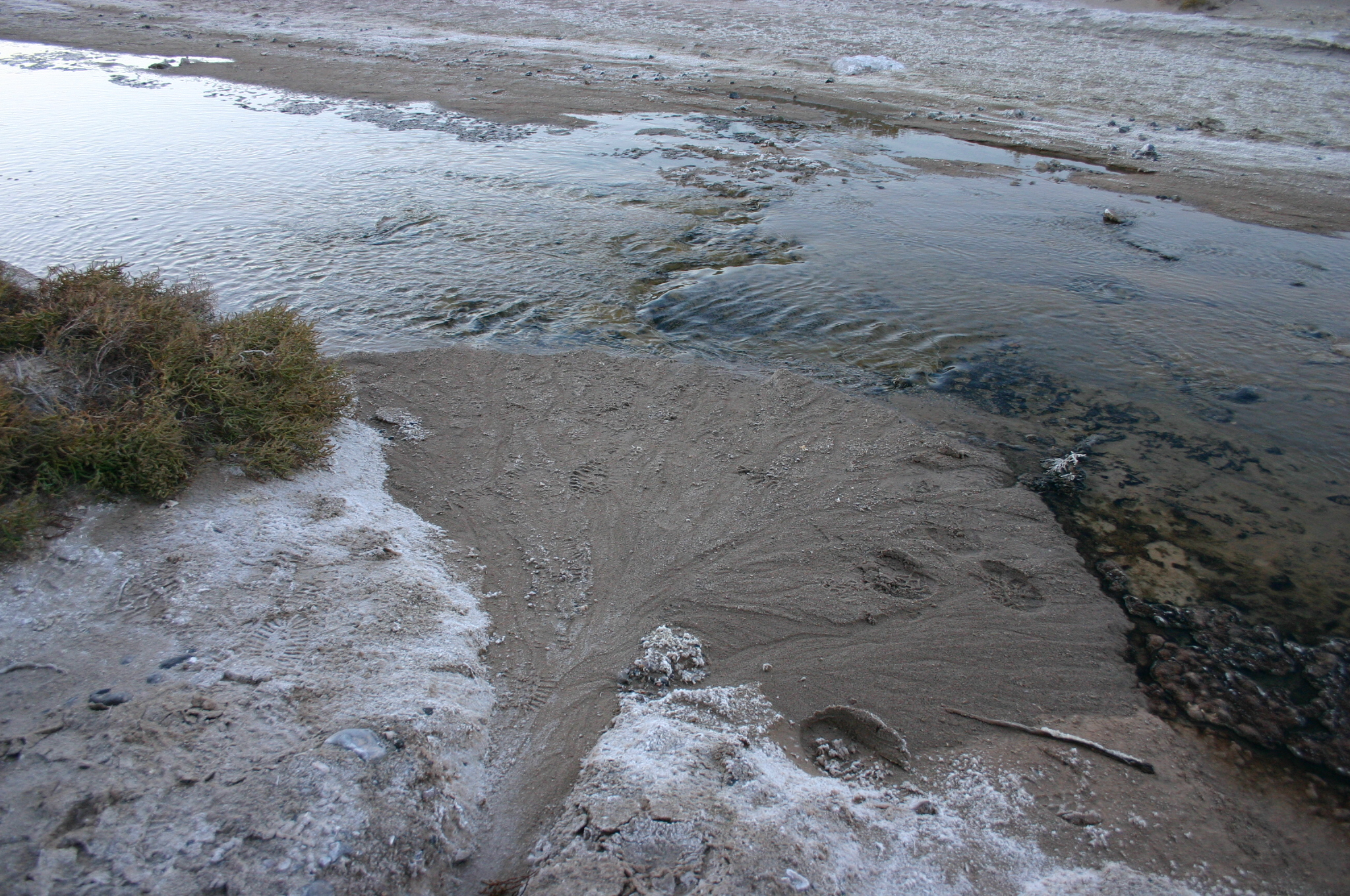
Petit con de dejecció, les petjades donen idea de la mida

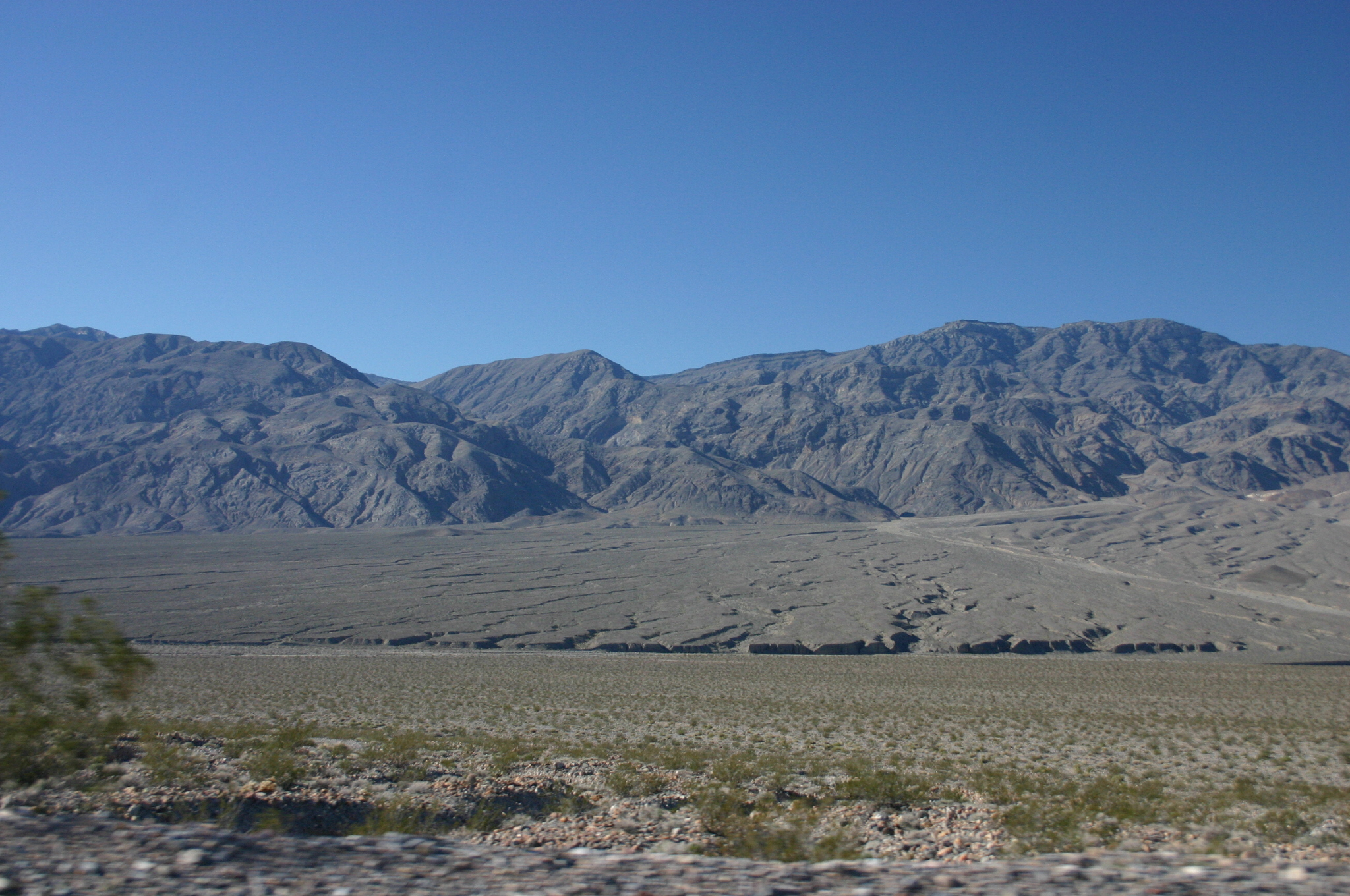
Ventall al·luvial gegant

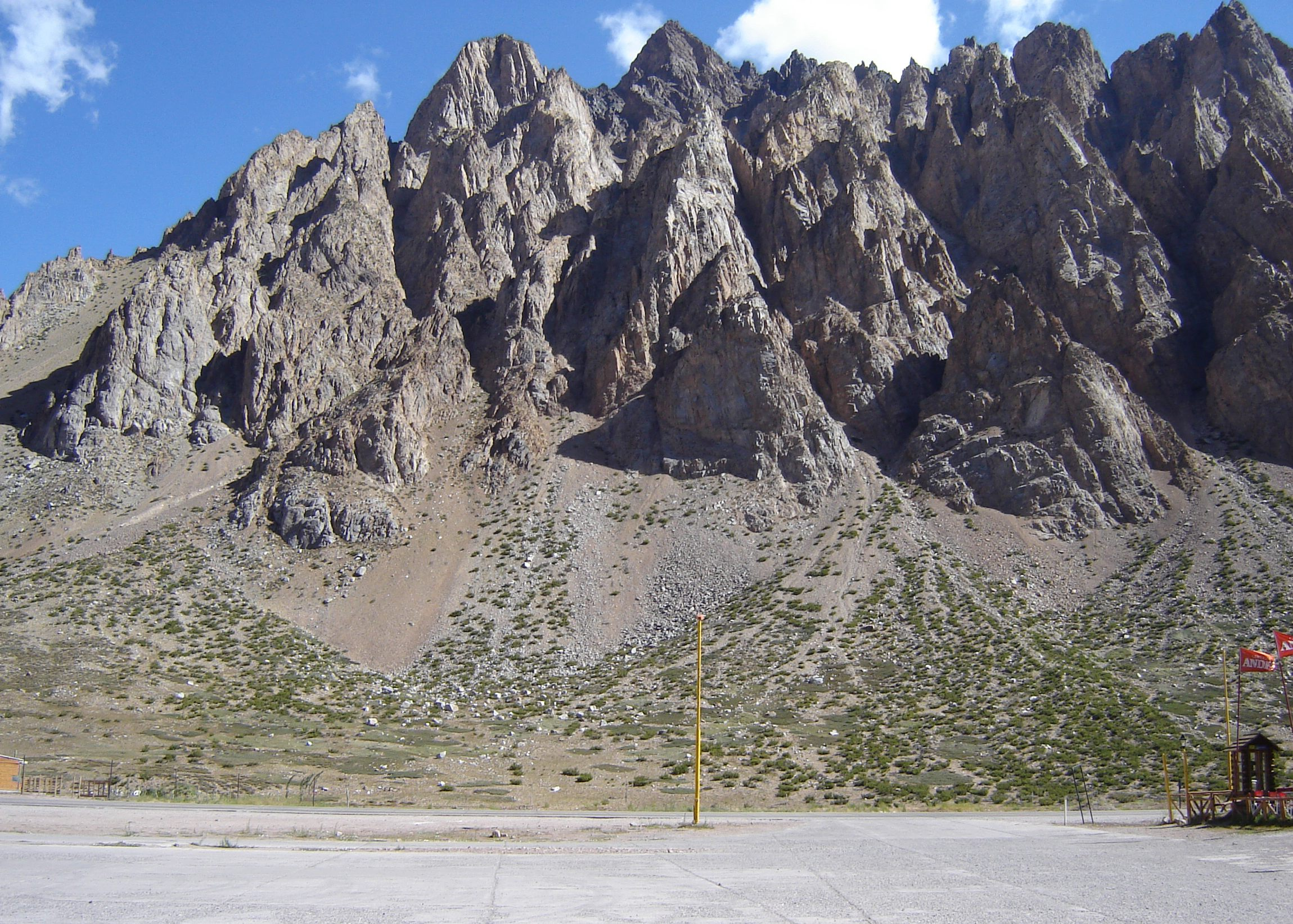
Exemple de con de dejecció a una zona seca

Un con de dejecció o ventall al·luvial és una forma de modelat fluvial del curs dels rius que consisteix en una acumulació de la major part dels materials arrossegats pels rius o torrents secundaris en arribar al curs principal.
Es caracteritza pel fet que els materials, procedents de l'erosió de les zones superiors de la conca, es dipositen formant un ventall més o menys ampli i elevat, en forma més o menys cònica i de dimensions molt variables. Aquests dipòsits són especialment notables quan es formen a la sortida dels torrents on hi ha un pendent important entre la vall principal i la del torrent, els materials que arrossega l'aigua es van dipositant a mesura que disminueix el pendent atès que en disminuir la velocitat també ho fa la capacitat de transport. La sedimentació es fa de manera desordenada en funció de la grandària de les partícules, del pendent i la capacitat d'arrossegament de cada moment, això fa que la direcció del curs de l'aigua sigui molt canviant. Aquesta inestabilitat fa que els cons de dejecció siguin zones molt perilloses en cas de pluges per la possibilitat que es produeixin inundacions i desbordaments en canviar el curs del flux d'aigua.

## Morfologia
El perfil radial del ventall al·luvial és còncau, mentre que perfil transversal és marcadament convex. Generalment els sediments més amples i gruixuts es troben localitzats en la zones pròximals, mentre que els més fins es troben cap a la zones distals del ventall.
En la descripció de ventalls al·luvials s'utilitza la següent subdivisió: zona de capçalera, corresponent a la part més propera a l'àpex associat normalment a conglomerats i clast de grandària, zona de cos, presentant normalment alternança de conglomerats amb arenoses i la zona de peu del ventall corresponent a zones distals que pot interdigitar-se amb altres ambients sedimentaris, que pot ser caracteritzada a l'alternança d'arenoses amb estratificació creuada. El pendent general vària entre 5° i 10° en la zona de la capçalera i d'1° a 2° en el peu, existint una correlació positiva entre pendent del ventall i calibre del sediment.
Pel que fa a les diferències entre ventalls al·luvials i els rius es pot dir que els primers tenen major pendent que rius "normals". És possible dir que existeix una relació correlació positiva entre àrea del ventall i àrea de la conca de drenatge, com també una tendència que correlaciona negativament el pendent del ventall i l'àrea de la conca de drenatge.